# Libera da
Libera da è il primo album della cantante italiana Silvia Olari, pubblicato il 25 maggio 2010 dall'etichetta discografica Warner Music Italy.

## Descrizione
La cantante ha definito il suo nuovo progetto discografico "un lavoro più maturo dove ha voluto miscelare il suo background prettamente classico alle influenze musicali assorbite negli anni da grandi artisti internazionali quali Ray Charles e musicisti soul e rhythm and blues come Alicia Keys".
In questo primo album, in precedenza aveva pubblicato un ep, la cantante riveste per la prima volta il ruolo di cantautrice, difatti la maggior parte dei brani e delle musiche sono stati scritti e composti dalla stessa Olari.
Il primo singolo estratto dall'album è stato Inaccettabile, pubblicato il 22 gennaio 2010. Successivamente sono stati estratti Piango per te il 7 maggio 2010 e, come terzo ed ultimo, Cenere il 28 settembre 2010.

## Tracce
Edizioni musicali Immaginazione S.r.l.
1. In tutti gli angoli del cuore – 3:38
2. Sabbia sulla pelle – 4:05 (Silvia Olari)
3. Cenere – 4:07 (Silvia Olari)
4. Piango per te – 3:37 (testo: Alberto Casanova, Marcello Balestra – musica: Marcello Franzoso, Silvia Olari)
5. Libera da – 3:15 (Silvia Olari)
6. L'ultimo orizzonte – 4:22 (Silvia Olari)
7. Senza regole – 3:28 (testo: Alberto Casanova, Marcello Balestra – musica: Silvia Olari, Marcello Franzoso)
8. Inaccettabile – 3:43
9. Segui il vento – 4:40 (Silvia Olari)

## Classifiche
| Classifica (2010) | Posizione massima |
| ----------------- | ----------------- |
| Italia            | 37                |